# Simon Kurt Unsworth
Simon Kurt Unsworth (Manchester, 1972) è uno scrittore britannico.

## Biografia
Unsworth nasce a Manchester, in Inghilterra. È cresciuto a Chorlton-cum-Hardy. Ha studiato alla Manchester Grammar School e all'Università di Dundee, dove ha ricevuto un Master of Arts in Psicologia (Hons).

## Opere

### Libri
- At Ease with the Dead: New Tales of the Supernatural and Macabre, (con altri) Ash-Tree Press, 2007. ISBN 978-1-55310-094-2
- Creature Feature (con Guy N. Smith and William Meikle), Ghostwriter Publications, 2009. ISBN 1-907190-07-4.
- The Devil's Detective : A Novel. New York: Doubleday, 2015. ISBN 978-0-385-53934-0
- The Devil's Evidence : A Novel. New York: Doubleday, 2016. ISBN 978-0-385-53936-4

### Collezioni
- Lost Places. Ash-Tree Press, 2010.
- Quiet Houses. Dark Continents, 2011.

## Premi
- 2008 - Premio World Fantasy per la migliore storia breve per "The Church on the Island"[2]